# Ігор Рюрикович
І́гор Рю́рикович (пом. 944) — Великий князь Київський з 912 або 922 по 944 рік. Фактичний засновник руської княжої династії Рюриковичів. Згідно з «Повістю временних літ» — син варязького князя Рюрика. Ймовірно, здійснив два походи на Константинополь (941 і 944 року), які закінчилися укладанням русько-візантійського договору. Організував походи на Каспійське море 941-943 років. Вбитий деревлянами за непомірний збір данини.

## Імена
- І́гор Рю́рикович — в українській історіографії з патронімом.
- І́гор І, або І́гор І Ки́ївський — у західній історіографії з номером правителя і назвою князівства.
- І́гор Старий — з прізвиськом.[5]

## Біографія

### Походження
«Повість минулих літ» називає Ігоря сином Рюрика. Це є однією з основ норманської теорії виникнення Русі. Хоча викладену в «Повісті» версію біографії Ігоря після досліджень академіка Олексія Шахматова більшість істориків вважає за штучну легенду, але в питанні про походження Ігоря одностайності немає. Є версії, що він таки був сином Рюрика, або одним із воєвод Олега, або нащадком Аскольда, або просто чоловіком Ольги, яка, можливо, була спадкоємницею князів — Києвичів. Заступивши на княжий стіл, князь Ігор продовжив політику свого попередника, в якій княжому флоту відводилася чи не головна військово-дипломатична місія[джерело?].

### Походи
Морські походи князя Ігоря мали широкий міжнародний резонанс, про них писали його сучасники — візантійські хроністи Симеон Логофет, Григорій і Луітпранд та арабський хроніст Аль-Масуді. За їхніми розповідями 941 року князь Ігор розпочав війну з Візантією. Причини цієї війни залишилися невідомими. Найімовірнішою вважають версію, що Візантія знову почала обмежувати Русь у торгівлі та намагалася колонізувати Чорноморське узбережжя русів.

### Візантійські походи

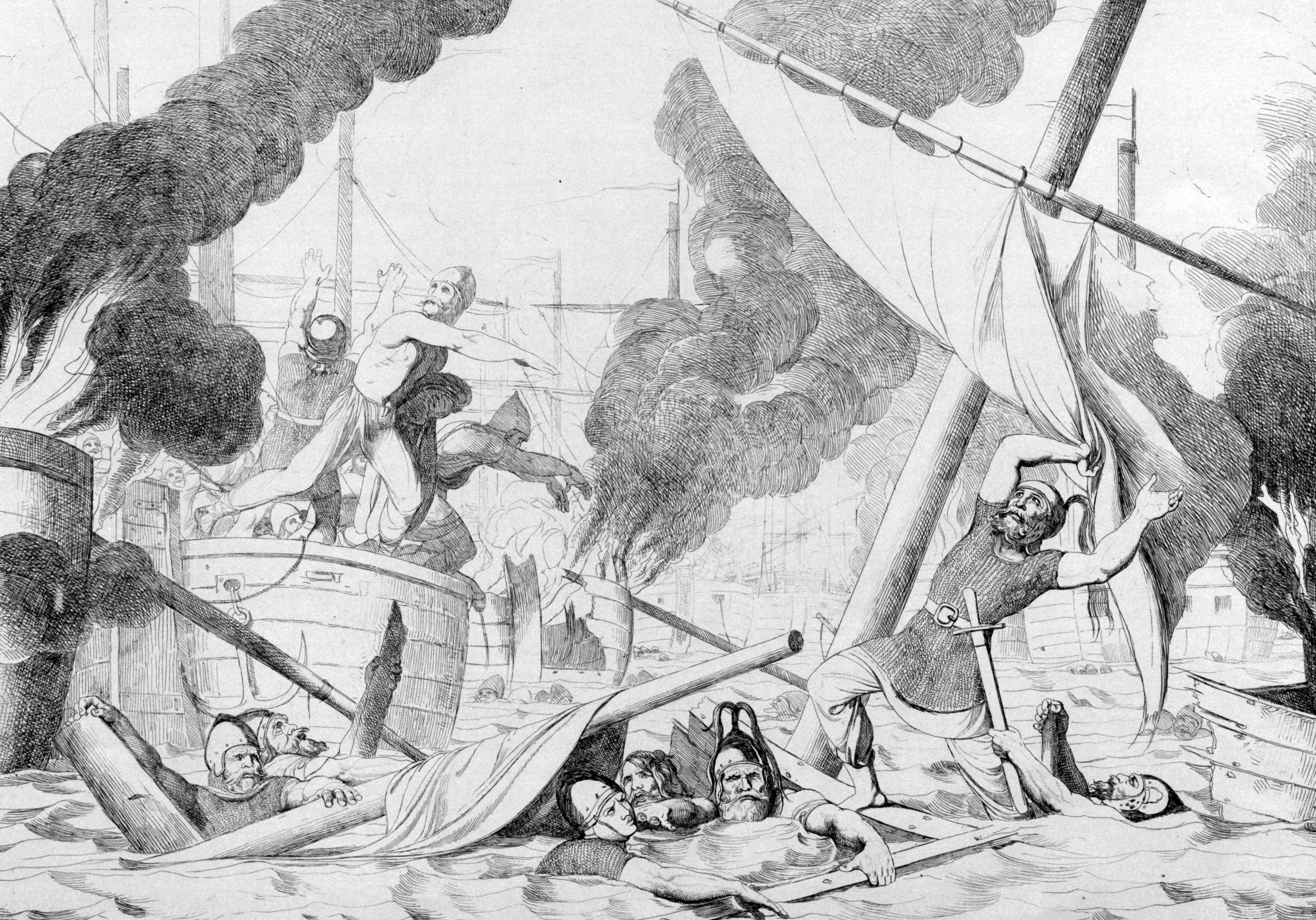
Греки знищують «грецьким вогнем» флот русів

Достовірно відомі походи Ігоря на Константинополь (Царгород) у 941 та 944 роках.
Посадивши на 1000 човнів 40-тисячну дружину (в інших літописах називається нереальна цифра 10 000 кораблів), князь вийшов із Дніпра і безперешкодно увійшов до Босфорської протоки. Проте цей похід був невдалим, оскільки біля самого Константинополя руську флотилію спалили грецьким вогнем.
Час для походу князь вибрав зручний: він знав, що візантійський флот і більшість імператорського війська були на війні з сарацинами. Однак візантійський імператор, завчасно попереджений херсонеським стратегом про вихід у море флоту русів і навчений досвідом попередніх війн з ними, встиг повернути свій флот до столиці. Тож коли човни з руськими воїнами увійшли до Босфору, подальший шлях їм перекрив візантійський флот під командуванням патриція Феофана. На озброєнні грецьких брандерів був «грецький вогонь», якого не мали руси. І це давало грекам велику перевагу в бою. Та князь Ігор бій прийняв. У Босфорі чи на підході до нього відбулася велика морська битва, в якій греки взяли верх над княжим флотом.
Відступивши в море, князь Ігор повернув свій флот до берегів Малої Азії і почав пустошити береги Віфінії і Пафлагонії. Поки руські сили грабували тамтешні території, візантійський імператор стягнув в Малу Азію всі свої сухопутні й морські сили. Македонська кавалерія розбила десантні загони русів, а флотилія Феофана блокувала княжий флот з моря. У вересні відбулася повторна морська битва двох флотів, в якій княжий флот знову зазнав відчутної поразки. Греки своїм «ясним вогнем» (горюча суміш, яка нагадувала напалм і не гасилася водою) спалили багато княжих човнів. Вночі князь Ігор зумів із залишками свого флоту прорватися крізь блокаду і направився до Керченської протоки. Весь перехід до Керчі руси відбивалися від переслідування візантійського флоту і втратили в боях ще багато своїх човнів і воїнів.
Полонених русів греки привезли до Царгорода де, як засвідчують літописці-очевидці, їм відрубали голови.
У 944 році між Києвом і Царгородом було досягнуто згоди і укладено союзну і торговельну угоду 944 року, та вже з більшими обмеженнями для Русі ніж це було обумовлено при Олегові. Русь зобов'язувалася допомагати імператорові військами та не претендувати більше на візантійські володіння у Криму.

### Кавказькі походи
Невдача в поході на Царгород не зупинила військових дій князя Ігоря. У вересні 943 року він провів великий похід на Каспійське море. Союзниками русів виступили алани, черкеси та лезгини. Як описав азербайджанський поет Нізамі Генджеві, руси, діставшися берегом до Дербента, завантажилися на кораблі й з моря увійшли в гирло річки Кури. Річкою їхня флотилія досягла середини Кавказької Албанії (території нинішнього Карабаху).
Розбивши мусульманські війська, князь Ігор зайняв столицю Карабаху — велике і багате місто Бердаа і в ньому розмістив свою ставку. За короткий час він фактично захопив всю країну. Через пів року епідемія дизентерії у війську, яку ймовірно спричинило надмірне вживання субтропічних фруктів[джерело?], змусила таки його повернутися на Русь. З багатою здобиччю русь, як свідчить літопис, «попливла назад, і ніхто не смів перейти їй дорогу».

### Загибель

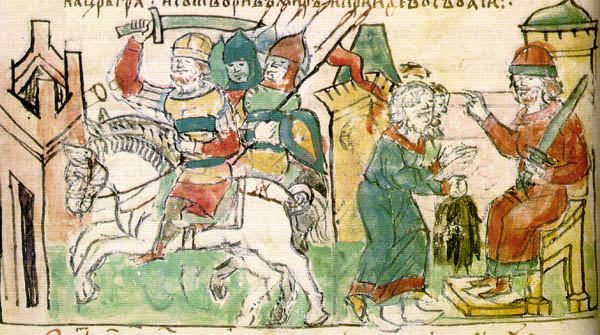
Ігор збирає данину з деревлян (Радзивіллівський літопис)

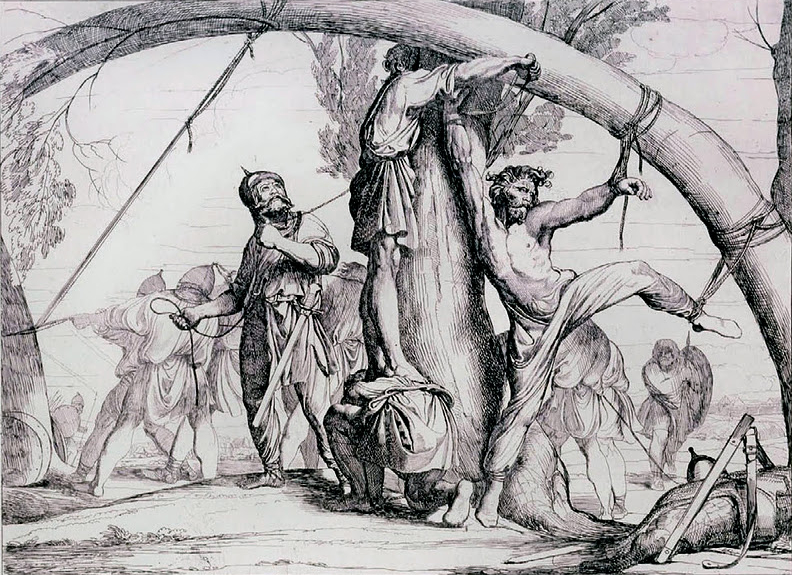
Страта Ігоря деревлянами

В останні роки князювання Ігор вів війну з деревлянами. Причиною невдоволення деревлян владою князя було велике полюддя (данина), яку збирав із них Ігор за допомогою варягів.
«Як прийде місяць листопад, — оповідає Костянтин VII Багрянородний, — князь з військом виходить з Києва у землі підвладних слов'ян на полюддя. Перебувають там цілу зиму і вертаються у квітні й тоді споряджають човни в дорогу до Візантії».
Такий збір полюддя було дуже дошкульний для місцевого населення. Не тільки треба було доставити тяжку данину — хутра, шкури, мед, віск, чи чого там чекав Київ, — але й утримувати цілу зиму військо. Тому слов'янські племена не раз виступали проти.
Данину у Деревлянській землі Ігор відступив зразу своєму воєводі Свенельдові. Країна була багата, і воєвода мав з неї великі доходи. Але тоді дружина самого Ігоря почала нарікати, що їй так добре не живеться: «Свенельдові вояки приоділися у зброю і одяги, а ми голі! Ходи, княже, з нами по дань, і ти добудеш, і ми». Ігор вирішив збільшити данину деревлянам і пішов із дружиною на Деревлянську землю. Почалися звичайні «примучування» — Ігореві вояки взяли данину силою.
Коли князь з дружиною вже повертався до Києва, він задумався і сказав дружині: «Ідіть з даниною до дому, а я вернуся і ще походжу». Думав ще більше для себе зібрати. Як деревляни дізналися, що він вертається, сказали: «Як внадиться вовк між вівці, то повиносить усе стадо, поки його не уб'ють. Так буде і з нами, як його не вб'ємо, то нас вигубить». І під городом Іскоростенем зробили засідку й убили Ігоря разом з його товаришами. Візантійський хроніст другої половини X століття Лев Диякон змалював докладнішу картину розправи над Ігорем. Він повідомляв, що його прив'язали до стовбурів двох нагнутих дерев, відпустили, й дерева роздерли його тіло на дві частини.
Літопис подає смерть Ігоря восени 944 року.

## Сім'я
- Батько: Рюрик (?—879), родоначальник, князь ладозький.

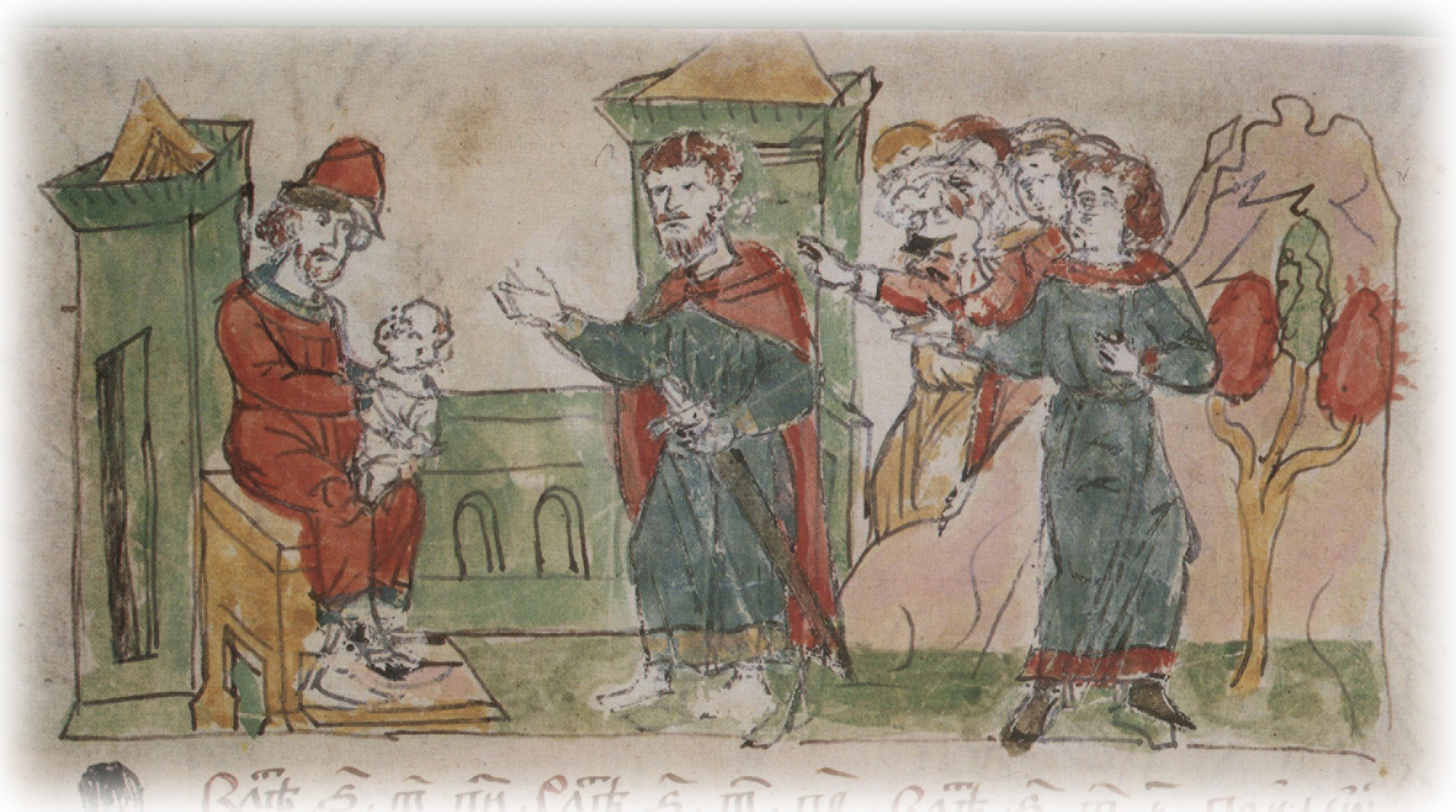
Рюрик з малим Ігорем (Радзивіллівський літопис)

- Дружина: Ольга (902—969), шлюб 913 року.
  - Святослав (?—972), великий князь київський (945—972).

## Вшанування пам'яті
- У місті Київ є Ігорівська вулиця.
- У Львові є вулиця Ігорева.
- У місті Васильків є вулиця Князя Ігоря.[6]
- У місті Черкаси провулок Серафимовича перейменували провулок Князя Ігоря.[7]
- У місті Краматорськ вулицю Маршала Рокосовського перейменовали на вулицю Князя Ігоря.[8]
- У місті Слов'янськ вулицю Дехтярьова перейменували на вулицю Князя Ігоря. Також є провулок Князя Ігоря.